# 시버오치피양구
시버오치피양구(만주어: ᠰᡳᠪᡝᠣᠴᡳ ᡶᡳᠶᠠᠩᡤᡡ Sibeoci Fiyanggū, 한국 한자: 錫寶齊篇古 석보제편고)는 청나라 누르하치의 고조부로 청나라의 황성을 따라 아이신기오로 시버오치피양구(愛新覺羅 錫寶齊篇古)라고도 한다.
그는 충샨(充善)의 삼남으로 형제로는 큰형 톨로(Tolo, 妥羅, 脫羅)와 작은 형 토이모(Toimo, 妥義謨)가 아들로는 푸만(Fuman, 福滿)이 있었다. 
시버오치피양구의 아들이자 누르하치의 증조부인 푸만에게는 여섯 아들인 장자 더시쿠(Desikū, 德世庫), 차자 러오단(Leodan, 劉闡), 3자 소오창가(Soocangga, 索長阿), 4자 기오창가(Giocangga, 覺昌安), 5자 보올룽가(Boolungga, 包朗阿), 6자 보오시(Boosi, 寶實)가 있었는데 이들을 6 버일러(6 Beile, 六貝勒) 또는 6조(六祖)라 한다.

## 가족관계
- 아버지 : 충샨(Cungšan, 充善)
- 아들 : 푸만(Fuman, 福滿), 흥조(興祖) 직황제(直皇帝)로 추숭.

| 전임 톨로(Tolo, 妥羅, 脫羅) | 제4대 건주좌위지휘사(建州左衛指揮使) 1481년 - 1522년 | 후임 푸만(Fuman, 福滿) |